# Jiuzhai (köpinghuvudort i Kina, Liaoning Sheng, lat 40,09, long 122,10)
Jiuzhai är en köpinghuvudort i Kina. Den ligger i provinsen Liaoning, i den nordöstra delen av landet, omkring 220 kilometer sydväst om provinshuvudstaden Shenyang. Antalet invånare är 37 267. Befolkningen består av 17 821 kvinnor och 19 446 män. Barn under 15 år utgör 11,0 %, vuxna 15-64 år 77 %, och äldre över 65 år 10,0 %.
Runt Jiuzhai är det tätbefolkat, med 297 invånare per kvadratkilometer. Närmaste större samhälle är Xiongyue, 9,7 km norr om Jiuzhai. Trakten runt Jiuzhai består till största delen av jordbruksmark.
Genomsnittlig årsnederbörd är 910 millimeter. Den regnigaste månaden är juli, med i genomsnitt 262 mm nederbörd, och den torraste är januari, med 7 mm nederbörd.